# Santa María del Río
Santa María del Río är en ort i Mexiko.   Den ligger i kommunen Santa María del Río och delstaten San Luis Potosí, i den centrala delen av landet, 300 km nordväst om huvudstaden Mexico City. Santa María del Río ligger 1 736 meter över havet och antalet invånare är 12 097.
Terrängen runt Santa María del Río är huvudsakligen lite kuperad. Santa María del Río ligger nere i en dal. Runt Santa María del Río är det ganska glesbefolkat, med 22 invånare per kvadratkilometer. Santa María del Río är det största samhället i trakten. Omgivningarna runt Santa María del Río är i huvudsak ett öppet busklandskap.